# Ronde van Italië 2025/Negentiende etappe
De negentiende etappe van de Ronde van Italië 2025 vond plaats op 30 mei. De Fransman Nicolas Prodhomme won de etappe nadat hij solo wegreed uit de vroege vlucht. Een kleine minuut later versloeg klassementsleider Isaac del Toro zijn naaste belager Richard Carapaz in de strijd om plek twee.

## Parcours
De etappe startte in Biella. Onderweg waren twee tussensprints in Pont-Saint-Martin en Châtillon en een Red Bull kilometer in Saint-Vincent. De drie belangrijkste beklimmingen van de dag waren de Col Tzecore, de Col Saint-Panthaléon en de Col de Joux, alledrie van de eerste categorie. De aankomst lag, na een korte afdaling, in Champoluc.

## Koersverloop
Dit overzicht is mogelijk incompleet; u kunt helpen door het uit te breiden.

## Uitslagen
| Biella – Champoluc (166 km) |                   |                            |          |
| Plaats                      | Naam              | Ploeg                      | tijd     |
| Winnaar                     | Nicolas Prodhomme | Decathlon AG2R La Mondiale | 4u50'35" |
| 2                           | Isaac del Toro    | UAE Team Emirates-XRG      | + 58"    |
| 3                           | Richard Carapaz   | EF Education-EasyPost      | z.t.     |
| 4                           | Damiano Caruso    | Bahrain Victorious         | + 1'22"  |
| 5                           | Brandon McNulty   | UAE Team Emirates-XRG      | z.t.     |
| 6                           | Egan Bernal       | INEOS Grenadiers           | z.t.     |
| 7                           | Simon Yates       | Visma \| Lease a Bike      | z.t.     |
| 8                           | Rafał Majka       | UAE Team Emirates-XRG      | z.t.     |
| 9                           | Antonio Tiberi    | Bahrain Victorious         | z.t.     |
| 10                          | Einer Rubio       | Movistar                   | z.t.     |
|                             |                   |                            |          |
| 20                          | Wilco Kelderman   | Visma \| Lease a Bike      | + 14'39" |
| 26                          | Sylvain Moniquet  | Cofidis                    | + 16'34" |

| Algemeen klassement |                   |                         |            |
| Plaats              | Naam              | Ploeg                   | Tijd       |
| Roze trui           | Isaac del Toro    | UAE Team Emirates-XRG   | 73u47'59"  |
| 2                   | Richard Carapaz   | EF Education-EasyPost   | + 43"      |
| 3                   | Simon Yates       | Visma \| Lease a Bike   | + 1'21"    |
| 4                   | Derek Gee         | Israel-Premier Tech     | + 2'27"    |
| 5                   | Damiano Caruso    | Bahrain Victorious      | + 3'36"    |
| 6                   | Egan Bernal       | INEOS Grenadiers        | + 5'13"    |
| 7                   | Giulio Pellizzari | Red Bull-BORA-hansgrohe | + 5'32"    |
| 8                   | Einer Rubio       | Movistar                | + 6'39"    |
| 9                   | Michael Storer    | Tudor                   | + 9'11"    |
| 10                  | Brandon McNulty   | UAE Team Emirates-XRG   | + 9'33"    |
|                     |                   |                         |            |
| 29                  | Thymen Arensman   | INEOS Grenadiers        | + 1u16'27" |
| 82                  | Sylvain Moniquet  | Cofidis                 | + 3u09'29" |

## Uitvallers
Opgave
- Afonso Eulálio (Bahrain Victorious)
- Marco Brenner (Tudor Pro Cycling Team)

1e etappe ·
2e etappe ·
3e etappe ·
4e etappe ·
5e etappe ·
6e etappe ·
7e etappe ·
8e etappe ·
9e etappe ·
10e etappe ·
11e etappe ·
12e etappe ·
13e etappe ·
14e etappe ·
15e etappe ·
16e etappe ·
17e etappe ·
18e etappe ·
19e etappe ·
20e etappe ·
21e etappe
Startlijst · Eindstanden · Afbeeldingen